# Dunecht House

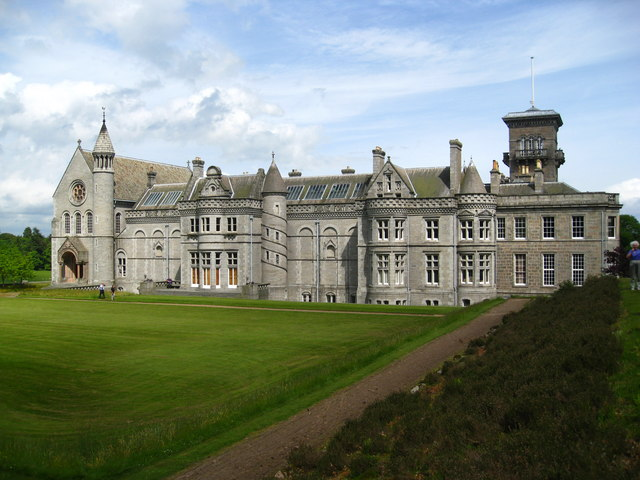
Dunecht House

Dunecht House ist ein Herrenhaus nahe der schottischen Ortschaft Dunecht in der Council Area Aberdeenshire. 1971 wurde das Bauwerk in die schottischen Denkmallisten in der höchsten Denkmalkategorie A aufgenommen. Die zugehörigen Tower Lodges sind separat als Kategorie-A-Bauwerk klassifiziert, während zwei weitere Bauwerke als Kategorie-B-Denkmäler eingestuft sind. Das Gesamtanwesen ist im schottischen Register für Landschaftsgärten verzeichnet. In drei von sieben Kategorien wurde das höchste Prädikat „herausragend“ verliehen.

## Geschichte
Die Keimzelle von Dunecht House wurde im Jahre 1820 errichtet. 1845 erwarb Alexander Lindsay, der spätere 25. Earl of Crawford, der sein Vermögen mit dem Kohlebergbau in Lancashire gemacht hat, das Anwesen. 1859 betraute Lindsay die schottischen Architekten John und William Smith mit der Erweiterung von Dunecht House. 1867 wurde George Edmund Street mit dem Anbau einer Kapelle und einer Bibliothek beauftragt. Mit dem Tod Lindsays 1881 endeten die Bauarbeiten. Sein Erbe veräußerte Dunecht House im Jahre 1900 an A. C. Pirie of Craibstone. Dieser beauftragte George Bennet Mitchell mit der Überarbeitung der Gärten. Außerdem entwickelte er die Ortschaft Dunecht, die zuvor Waterton hieß. 1907 pachtete Weetman Pearson, 1. Viscount Cowdray das Anwesen zunächst und erwarb es schließlich zwei Jahre später. Nach Beendigung des Ersten Weltkriegs wurde Dunecht House und seine Gärten weiterentwickelt. Viele Hölzer fielen einem Sturm im Jahre 1953 zum Opfer.

## Beschreibung
Das Herrenhaus steht isoliert abseits der A944 zwischen den Ortschaften Dunecht und Echt. Während das ursprüngliche Gebäude klassizistisch gestaltet ist, weisen die späteren Erweiterung verschiedene historisierende Stile auf, darunter den neoromanischen und den Italianate-Stil. Markant ist unter anderem der vierstöckige Turm, der über die Struktur des zweistöckigen Herrenhauses hinausragt. Eine Porte-cochère sowie ein Wintergarten wurden zwischenzeitlich abgetragen.

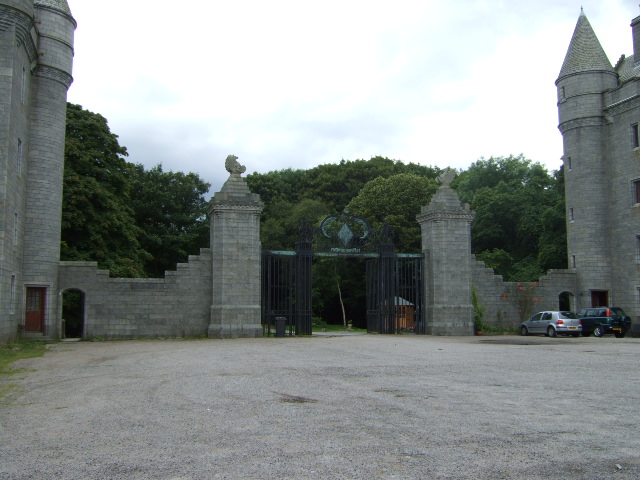
East Gate mit den Tower Houses

Die Tower Lodges befinden sich rund drei Kilometer östlich des Herrenhauses am Nordufer des Loch of Skene. Die 1923 nach einem Entwurf von Alexander Marshall Mackenzie fertiggestellten Gebäude stellen traditionelle schottische Tower Houses dar. Die vierstöckigen Türme sind mit auskragender Zinnenbewehrung und gerundeten Treppentürmen ausgestaltet. Zwischen den Häusern erstreckt sich die bombastische Pforte mit ihren hohen schmiedeeisernen Torflügeln.